# Real Federación Española de Fútbol
Real Federación Española de Fútbol (w skrócie RFEF) – ogólnokrajowy związek sportowy działający na terytorium Hiszpanii, będący jedynym prawnym reprezentantem hiszpańskiej piłki nożnej, zarówno mężczyzn, jak i kobiet, we wszystkich kategoriach wiekowych w kraju i za granicą. Założony 29 września 1913, w 1914 r. przystąpił do FIFA, a w 1954 r. do UEFA. Dzieli się na 19 regionalnych związków piłkarskich:
- Federación Andaluza de Fútbol (FAF)
- Federación Aragonesa de Fútbol
- Real Federación de Fútbol del Principado de Asturias
- Federación Canaria de Fútbol (FCF)
- Federación Cántabra de Fútbol
- Federación de Castilla y León de Fútbol (FCYLF)
- Federación de Fútbol de Castilla-La Mancha
- Federació Catalana de Futbol (FCF)
- Federación de Fútbol de Ceuta
- Federación de Fútbol de la Comunidad Valenciana
- Federación de Fútbol de Madrid (FFM)
- Federación Extremeña de Fútbol
- Federación Gallega de Fútbol
- Federació de Futbol de les Illes Balears
- Federación Riojana de Fútbol
- Federación Melillense de Fútbol
- Federación de Fútbol de la Región de Murcia (FFRM)
- Federación Navarra de Fútbol
- Federación Vasca de Fútbol / Euskadiko Futbol Federakundea